# Anna Sundin
Anna Eleonora Matilda Sundin, född 11 februari 1858 på Hovnäs, Länghems socken, Älvsborgs län, död 4 november 1956 i Hedvig Eleonora församling, Stockholm var en svensk målare.
Hon var dotter till godsägaren greve Sigge Alexis Sparre af Söfdeborg och från 1884 gift med vice häradshövdingen Rudolf August Sundin. Hon studerade målning för Gustaf Ankarcrona och utförde efter sina studier ett stort antal porträtt och landskapsskildringar. 